# Spray (曲)
『Spray』（スプレイ） は、日本のロックバンド、黒夢の10枚目のシングル。

## 概要
テレビ朝日『スーパーJチャンネル』OP  (Spray)
モード学園CMソング (カマキリ -1997 BURST VERSION-)
ダブルタイアップで『Drug TReatment』先行シングル。黒夢の後期ファンクラブ会報と同名。6作続いた表題曲カラオケヴァージョンの収録は、本作で最後になっている。

## 収録曲
| 全作詞: 清春、全編曲: 黒夢, 佐藤宣彦。 |                                                       |      |      |      |
| #                                      | タイトル                                              | 作詞 | 作曲 | 時間 |
| 1.                                     | 「Spray」(テレビ朝日『スーパーJチャンネル』OP)        | 清春 | 清春 | 3:48 |
| 2.                                     | 「カマキリ -1997 BURST VERSION-」(モード学園CMソング) | 清春 | 人時 | 3:50 |
| 3.                                     | 「Spray (vocalless track)」                           | 清春 | 清春 | 3:48 |